# 卡斯縣 (伊利諾伊州)
卡斯县（英語：Cass County）是美国伊利诺伊州西部的一個縣，西北以伊利諾伊河為界，面積994平方公里。根據2020年美國人口普查，共有人口13,042人。縣治維吉尼亞（Virginia）。該縣成立於1837年，以來自密西根州的聯邦參議員刘易斯·卡斯（Lewis Cass）命名。